# Эрлер, Фриц
Фри́ц Э́рлер (нем. Fritz Erler; 15 декабря 1868, Франкенштейн, Нижняя Силезия, Пруссия – 11 декабря 1940, Мюнхен, Третий рейх) — немецкий художник, графический дизайнер и художник-технолог.
Получил известность как одарённый дизайнер интерьера и автор пропагандистских плакатов времён Первой мировой войны.

## Биография

### Образование и ранние годы
Родился 15 декабря 1868 года в Франкенштейне, Нижняя Силезия в семье районного королевского секретаря Фридриха Луиса Эрлера (1834—1888) и его жены Эрнестины Огюсты Берты (девичья фамилия Майер) (1831 -? 1915).

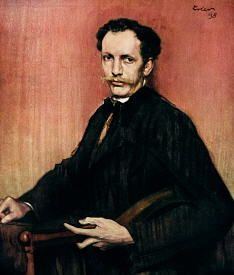
Портрет Ричарда Штраусса (1898)

В 1886 году начал обучение в Королевской школе искусств и ремёсел Бреслау под руководством Альбрехта Бауэра. В 1889 году учился в художественных академиях в Берлине и Веймаре. В 1890 году учился в Мюнхене. Кроме того в 1892—1894 годы он учился в Париже в Академии Жюлиана.
Его первые работы датируются 1893 годом: вазы, стеклянные окна, обложки для книг, позже мебель, театральные наборы и предметы интерьера. Кроме того ему принадлежат портреты Рихарда Штрауса и Герхата Гауптмана.
В 1895 году переехал в Мюнхен.
В 1896 году стал одним из основателей журнала Jugend.
В 1899 году выступил в качестве одного из членов-учредителей ассоциации художников Scholle.
В 1903 году женился на Анне Хоргер Эрлер, от которой в 1906 году родился сын Дитрих.
Его ранние картины и фрески отличались большими размерами и декоративностью, а основой для творчества служила германская мифология. Многие из этих работ представлены в коллекции Генриха Кирхгофа. Он их начал создавать с начиная с 1898 года. Его фресками на тему «Времена года», например, в 1906—1907 годы был расписан курзал (лечебное здание курорта) в Висбадене архитектора Фридриха фон Тирша. Фрески называвшиеся «Весна», «Лето», «Осень», «Зима» и «Старость и молодость» содержали в себе ар-нуво со своеобразным подходом художника к данным темам. Содержание, композиция, манера письма и захватывающие краски вызвали недовольство у короля Вильгельма II и он выступил с резкой критикой, что ещё больше сделало Эрлера известным. Несмотря на такое отношение короля уже в следующем году он получил звание королевского профессора.
В 1908 году он расписывал к выставке потолки и стены ресторана в Мюнхене. Эрлер получил настолько большую известность, что в 1910 году постоянно действующая выставка Современной галереи Генриха Ханхузера особо закрепила за собой его работы.
В 1918 году переехал в Хольцхаузен-ам-Аммерзе.

### Первая мировая война и после

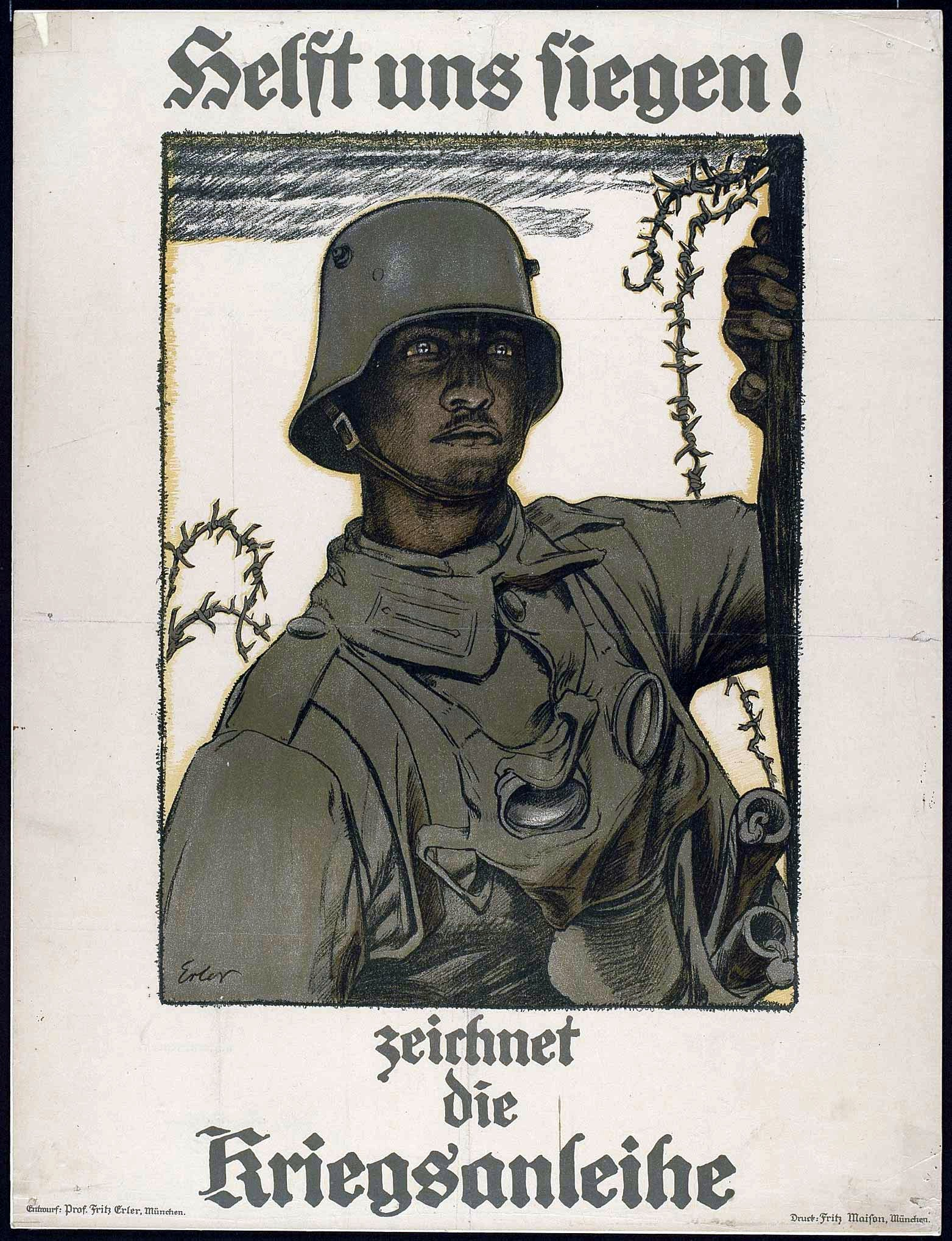
Помогите нам победить — покупайте военные облигации! 1917. Коллекция Имперского военного музея

Наряду с Артуром Кампфом Эрлер стал официальным внештатным военным художником Верховного командования Германской империи и его произведения использовались в пропагандистских целях. Он посещал театры военных действий и будучи потрясён и в то же время восхищён военными событиями произвёл на свет большое количество картин и гравюр героико-патриотического содержания, а также плакатов восславляющих немецких солдат и рекламных плакатов с призывами сделать военный заём. Например, его кисти принадлежит рекламный плакат шестого выпуска военных облигаций (нем. sechste Kriegsanleihe) под названием «Помогите нам победить — покупайте военные облигации!» (нем. Helft uns siegen – zeichnet die Kriegsanleihe!). Его сила морального увещевания может быть приравнена к знаковому плакату Джеймса Монтгомери Флэгг о Дяде Сэме в то время как идея в конечном счёте происходит из влиятельного плаката 1914 «Лорд Китченер желает видеть тебя!». Солдат с потемневшим от окопной грязи лицом смотрит на зрителя с ничейной земли глазами, которые светятся внутренним светом. Этот героический образ изображает распространённое убеждение, что современная позиционная война каким-то образом может быть морально чистым переживанием.
Эрлер выиграл несколько золотых и серебряных медалей на художественных выставках.
В 1922 году был избран почётным членом Академии изящных искусств. Также был членом Осеннего салона в Париже и Ассоциации немецких художников, Мюнхенского сецессиона, членом-корреспондентом Венского сецессиона.
В нацистское время Эрлер рисовал портреты Адольфа Гитлера, Франц Ксавер фон Эппа и Вильгельма Фрика. В 1937 году он получил свой последний большой заказ на изготовление цикла из десяти крупноформатных мозаических панно для штаб-квартиры Рейхсбанка в Берлине. Этот цикл стал самой монументальной и возвышенной из работ Эрлера, поскольку выбранные им темы и образы людей принадлежащих в нордической расе вписывались к официальные требования к искусству в Третьем рейхе.
Умер 11 декабря 1940 года в Мюнхене и был похоронен на кладбище в Хольцхаузене.

## Награды
- Крест короля Людвига[нем.][5] (за заслуги в художественной деятельности на войне)
- Орден Максимилиана «За достижения в науке и искусстве» (1928)[5]
- Государственная медаль Гессе за выдающиеся картины (1935)[5]